# Campbell (New York)
Pour les articles homonymes, voir Campbell.
Campbell est une ville de l’État de New York.